# Bad Guy (film, 2001)
Cet article concerne le film de Kim Ki-duk. Pour la chanson d'Eminem, voir Bad Guy.
Pour plus de détails, voir Fiche technique et Distribution.
Bad Guy (나쁜 남자, Nabbeun namja) est un film sud-coréen réalisé par Kim Ki-duk, sorti en 2001.

## Synopsis
Han-gi travaille pour une proxénète. Un jour, pendant qu'il traîne dans le centre-ville, son regard est attiré par une jeune femme du nom de Jim Sun-hwa, assise sur un banc. Alors qu'elle retrouve son petit ami, le couple est surpris par Han-gi qui embrasse brutalement la demoiselle. Repoussé par le petit ami de cette dernière, il est humilié par des agents le contraignant à s'excuser. Et comble de l'humiliation, Sun-hwa lui crache au visage... Profitant de la malhonnêteté de celle-ci, Han-gi et ses deux associés la font passer pour une pickpocket pour se venger. Mais Han-gi ne compte pas s'arrêter là et contraint celle-ci à se prostituer... Malgré cette haine farouche pour la jeune femme, il semble éprouver quelque chose de spécial pour elle, jusqu'à tabasser violemment à coup de batte de baseball le premier client de cette dernière...

## Fiche technique
- Titre : Bad Guy
- Titre original : 나쁜 남자 (Nabbeun namja)
- Réalisation : Kim Ki-duk
- Scénario : Kim Ki-duk
- Production : Lee Seung-jae, Kim Seung-beom, John Woo et Chow Yun Fat
- Musique : Park Ho-jun
- Photographie : Hwang Cheol-hyeon
- Montage : Hang Seong-won
- Pays d'origine :  Corée du Sud
- Langue : coréen
- Format : Couleurs - 1,85:1 - Dolby Digital - 35 mm
- Genre : Drame
- Durée : 100 minutes
- Dates de sortie : 11 novembre 2001 (festival de Pusan), 11 janvier 2002 (Corée du Sud)

## Distribution
- Jo Jae-hyeon : Han-gi
- Seo Won : Sun-hwa
- Kim Yun-tae : Yun-tae
- Choi Duek-mun : Myoung-soo
- Choi Yoon-young : Hyun-ja
- Shin Yoo-jin : Min-jung
- Kim Jung-young : Eun-hye
- Nam Gung-Min : Hyun-su

## Récompenses
- Nomination pour l'Ours d'Or du meilleur film, lors du Festival de Berlin 2002.
- Prix du meilleur film, lors du Festival international du film de Catalogne 2002.
- Prix de la meilleure nouvelle actrice (Seo Won), lors des Grand Bell Awards 2002.

## Version française
- Société de doublage : NDE Production
- Direction artistique : Antony Delclève
- Adaptation des dialogues : Frédéric Alameunière
- Enregistrement et mixage :